# 634

## Evenimente
- iunie: Războaiele bizantino-arabe. Bătălia de la Qarteen. Conflict între aliații gassanizi arabi din Imperiul Bizantin și armata din Califatul Rashidun, încheiat cu victoria musulmană.

## Nașteri
- dată necunoscută: Gherman I al Constantinopolului patriarh al Constantinopolului (d. 733)
- dată necunoscută: Chad de Lichfield  (d. 672)

## Decese
- 23 august: Abu Bakr  (n. 573)
- dată necunoscută: Cadwallon ap Cadfan  (n. 591)